# Schlacht von Phoinix
Frühe Schlachten
Mu'ta – Tabūk – Dathin – Firaz
Arabische Eroberung der Levante
Qartin – Bosra – Adschnadain – Mardsch ar-Rahit – Fahl – Damaskus – Mardsch ad-Dibadsch – Emesa – Jarmuk – Jerusalem – Hazir – Aleppo
Arabische Eroberung Ägyptens 
Heliopolis – Alexandria – Nikiou
Umayyadische Eroberung Nordafrikas
Sufetula – Vescera – Karthago
Umayyadidische Invasion Anatoliens
 und Konstantinopels
Eiserne Brücke – Germanikeia – 1. Konstantinopel – Sebastopolis – Tyana – 2. Konstantinopel – Nikäa – Akroinon
Arabisch-byzantinischer Grenzkrieg
Kamacha – Kopidnadon – Krasos – Anzen und Amorion – Mauropotamos – Lalakaon – Bathys Ryax
Sizilien und Süditalien
1. Syrakus – 2. Syrakus – Feldzüge des Maniakes
Byzantinischer Gegenschlag
Marasch – Raban – Andrassos – Feldzüge des Nikephoros Phokas – Feldzüge des Johannes Tzimiskes – Orontes – Feldzüge Basileios’ II. – Azaz
Seeoperationen
Phoinix – Muslimische Eroberung Kretas – Thasos – Damiette – Thessalonike – Byzantinische Rückeroberung Kretas
Die Schlacht von Phoinix (auch Schlacht der Masten, arabisch معركة ذات الصواري, DMG Maʿrakat Ḏāt aṣ-Ṣawārī genannt) war eine entscheidende Seeschlacht zwischen der byzantinischen und der arabischen Flotte des Kalifats im Jahr 655. Die Schlacht fand an der lykischen Küste bei Phoinix statt (heute Finike).

## Vorgeschichte
Nachdem Ostrom/Byzanz seine vorderorientalischen Provinzen einschließlich Ägypten seit 636 an die Araber verloren hatte, war die Islamische Expansion in Kleinasien zum Stehen gekommen. Im Jahr 655 rüsteten die Araber in Phönikien eine Flotte aus, wofür in den Quellen jedoch unterschiedliche Gründe genannt werden. Während der byzantinische Chronist Theophanes (frühes 9. Jahrhundert) angibt, dass die Araber die byzantinische Vorherrschaft zur See brechen und eine koordinierte See- und Landoffensive beginnen wollten, wird in den arabischen Quellen als Grund die offensive Tätigkeit des Kaisers Konstans II. genannt, dem die Araber entgegenwirken wollten.
Die Schlacht wird nicht nur in griechischen und arabischen, sondern auch in syrischen Quellen erwähnt; gemeinsame Quelle für die Berichte bei Theophanes, Agapios von Hierapolis, Michael Syrus und in der Chronik von 1234 dürfte letztendlich die verlorene Chronik des Theophilos von Edessa sein. Nach Theophanes wollte der arabische Statthalter Syriens (und spätere Kalif) Muawiya jedenfalls in Kappadokien einrücken, während die arabische Flotte, deren Mannschaften vorwiegend aus der christlichen Bevölkerung der eroberten Gebiete rekrutiert worden waren, an der Südküste Kleinasiens entlang segeln sollte. Für eine geplante Offensive würde auch sprechen, dass die Araber im Jahr 654 Rhodos angegriffen hatten und auch ihre anderen Vorstöße in diesem Raum auf eine Offensive gegen Konstantinopel hinweisen.

## Verlauf der Schlacht
Bei der lykischen Hafenstadt Phoinix kam es zum Aufeinandertreffen der byzantinischen und der arabischen Flotte. Zunächst war es noch zu einem Waffenstillstand für den Rest des Tages gekommen, so dass beide Flotten in relativer Nähe zueinander ankerten und den Kampf erst am nächsten Tag austrugen. Die Angaben zur Stärke beider Flotten variieren in den Quellen (die bezüglich ihrer Interpretation ohnehin problematisch sind), sie muss jedoch auf beiden Seiten recht beträchtlich gewesen sein. Übereinstimmend wird sowohl in den byzantinischen wie auch in den arabischen Quellen von einer schweren Niederlage der Byzantiner berichtet. Die dürre Überlieferung macht es darüber hinaus unmöglich, eine zuverlässige Rekonstruktion des Schlachtverlaufs zu erstellen. Tabari zufolge, der das Gefecht als die „Schlacht der Masten“ bezeichnet, scheinen die Byzantiner ungeschickt agiert zu haben: Sie beließen ihre Schiffe in enger Formation und scheinen sich zu nahe an die arabische Flotte gewagt zu haben, ohne Geschosse einzusetzen oder die feindlichen Schiffe zu rammen, was es den nautisch unerfahrenen Arabern ermöglichte, Enterungen durchzuführen und die Seeschlacht in eine Landschlacht zu verwandeln. Nach Ansicht einiger Forscher hatten die Byzantiner ihre Gegner schlicht unterschätzt, doch ist auch das letztlich nur eine Vermutung. Kaiser Konstans II., der die Flotte selbst befehligt hatte, konnte nur mit knapper Not entkommen.

## Folgen
Die byzantinische Vorherrschaft zur See war durch die Niederlage bei Phoinix nur vorübergehend gebrochen, da die arabische Flotte in den späteren Auseinandersetzungen der byzantinischen in der Regel unterlegen blieb. Dennoch steigerte der erste Seesieg der islamischen Araber ihre Moral erheblich, bevor es wieder zu einer Pattsituation im östlichen Mittelmeer kam; für die kaiserlichen Truppen, die sich bis dahin zur See für weit überlegen gehalten hatten, war die Niederlage ein Schock. Theophanes zählt in seiner Chronik mehrere schwere Niederlagen auf, die die Byzantiner in dieser Zeit erlitten haben, darunter auch die Schlacht bei Phoinix. Kaiser Konstans II. schloss 659 einen vorläufigen Friedensvertrag mit dem Kalifat ab, in dem er sich auch zu Tributzahlungen verpflichtete. Konstans entschloss sich bald darauf, den Regierungssitz nach Syrakus in Sizilien zu verlegen, was nach seiner Ermordung 668 aber wieder rückgängig gemacht wurde. Manche Historiker nehmen an, dass der Kaiser auf Sizilien eine neue, große Flotte für einen Gegenschlag bauen lassen wollte. Eine zwar kurzfristige, aber wichtige Entlastung an der Front brachte dem Kaiserreich vielmehr ein Bürgerkrieg im Kalifat 656–661. Der Sieg bei Phoinix stärkte, bis zur Erfindung des griechischen Feuers in den 670er Jahren, dennoch die Position der Araber im Mittelmeer sowie deren Ausbreiten bis in die Ägäis, dem mehrere Vorstöße in Richtung der Reichshauptstadt Konstantinopel folgten, die aber gehalten werden konnte.